# Escalier des Caravelles

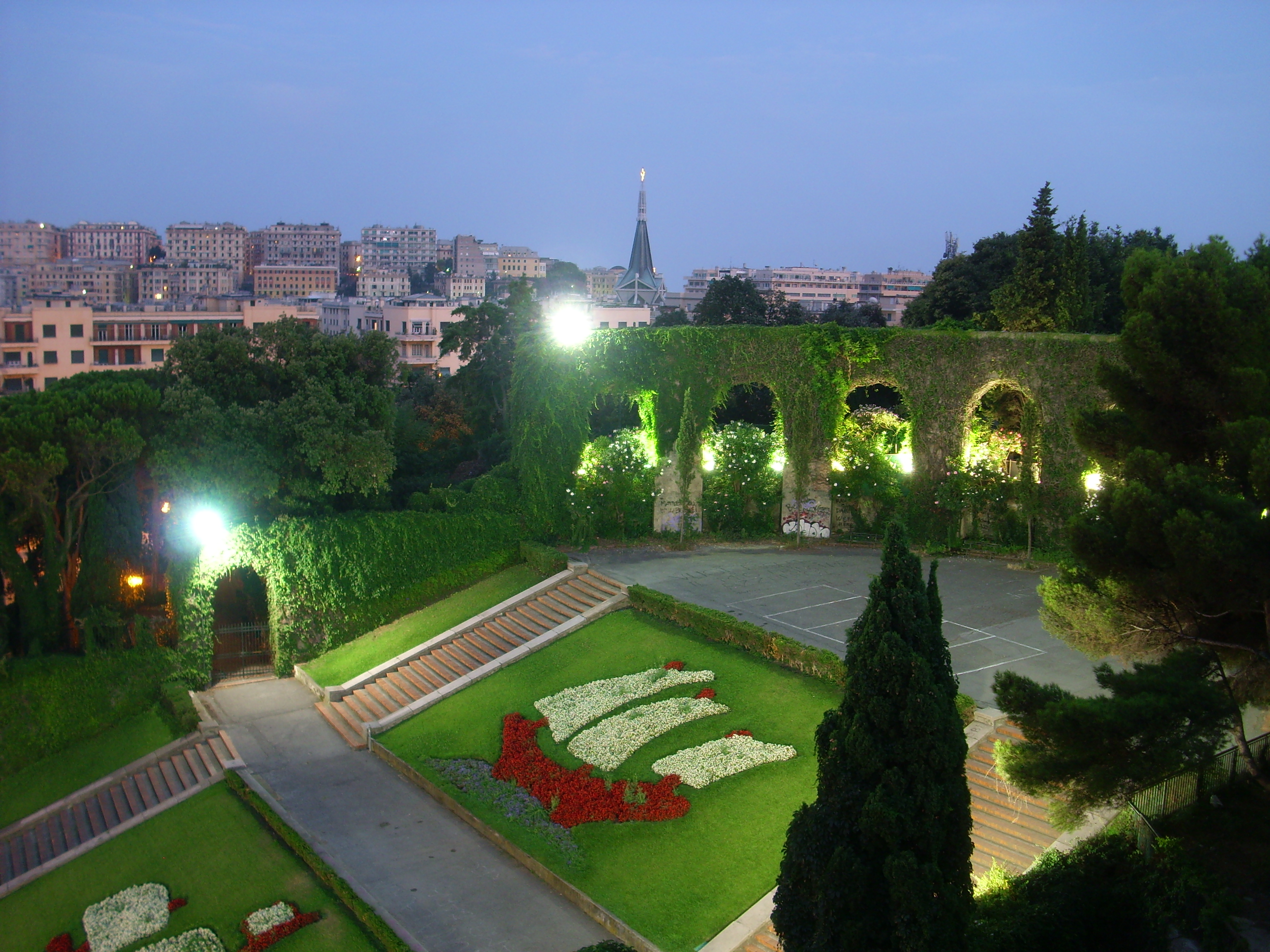
Le haut de l'escalier des Caravelles au coucher du soleil

L'Escalier des Caravelles ou Escalier des Trois Caravelles (en italien : Scalinata delle Caravelle) est un site particulièrement caractéristique du centre de Gênes. Il a été conçu en 1922 et 1938 dans le cadre d'un projet de réaménagement de la zone.
D'une grande ampleur, il se compose de deux rampes distinctes séparées par un parterre de fleurs en pente sur plusieurs étages et cultivées avec de la pelouse. Le parterre est divisé verticalement en trois sections (précédées d'une quatrième, ornée d'ancres stylisées) dans chacune desquelles se détache le dessin qui rappelle symboliquement une à une les trois caravelles utilisées par Christophe Colomb pour son entreprise de découverte de l'Amérique (1492). Les caravelles sont faites avec des décorations florales dans les plates-bandes.

## Emplacement
Dans la toponymie de la ville, son nom officiel est Scalinata del Milite ignoto (« Escalier du Soldat inconnu »). En effet, il fait face au grand arc de triomphe - l'Arc de la Victoire - dédié aux morts de la Première Guerre mondiale qui se dresse en face de la Piazza della Vittoria. L'escalier est perpendiculaire à la rue sous-jacente nommée d'après Armando Diaz - monte à droite du lycée classique Andrea D'Oria et à gauche de la Questura, avec un grand jardin qui s'étend vers les murs des capucins, pour atteindre l'Esplanade de Carignano.
Ici se trouvait la connexion entre les murs de la ville, respectivement appelés Mura Vecchie et Mura Nuove, qui procédait par une série de terrasses horizontales du bastion du XVIe siècle de la Cappuccine au Fronti Basse du XVIIe siècle. Aplanie en 1892, trois décennies plus tard, la descente a été réaménagée dans la structure actuelle.
Pour les jeunes Génois - qui se retrouvent habituellement aux Caravelles - ce côté de la Piazza della Vittoria devant l'escalier est un lieu de rencontre commun pour décider où passer la soirée.
L'escalier a été requalifié et restauré en 2010.